# Беннетт, Мэтт
Мэтт Беннетт (англ. Matt Bennett; род. 13 ноября 1991; Массапекуа-Парк, Ойстер-Бей, округ Нассо, штат Нью-Йорк, США) — американский актёр, наиболее известный по ролям Робби Шапиро в ситкоме «Виктория-победительница» и Мэтта в комедии «Удар по девственности».

## Биография

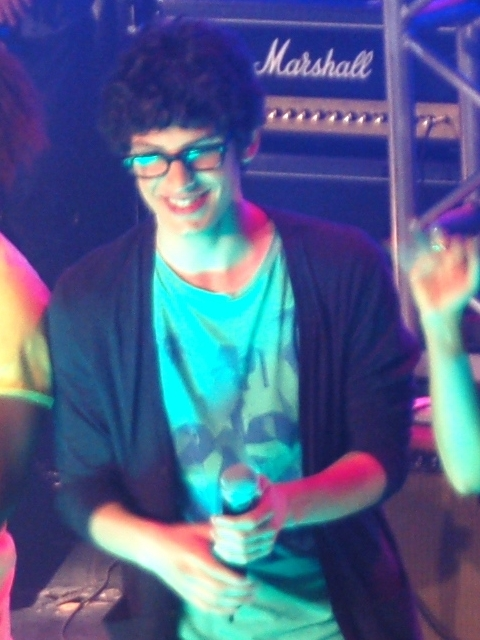
Беннетт на выступление в Avalon Hollywood

Мэтт родился в деревне Массапекуа-Парк в штате Нью-Йорке. Он начал свою актёрскую карьеру в раннем возрасте со съёмок в рекламных роликах. В возрасте 18 лет он впервые появился на телевидении, снявшись в роли Джейми в телефильме 2009 года Totally for Teen. Он также сыграл роль стажёра Грега в пилотном эпизоде комедийного сериала канала Comedy Central«У Майкла и Майкла есть проблемы».
Первой большой ролью Беннетта стала работа в комедии 2010 года «Удар по девственности», который спродюсировали основатели компании Funny or Die Уилл Феррелл и Адам Маккей. Беннетт, описывал фильм как «комедию в документальном стиле», рассказав в интервью, что «режиссёры дали нам камеры и свободное время, сказав, мол, шутите, разговаривайте между собой, делайте вещи и снимайте это. Мы так и сделали, и большая часть фильма — это то, что мы снимали. Так что мне кажется, что только 20 % сценария написано, а всё остальное реально». В интервью MTV News Беннетт заявил, что комедия была принята публикой очень позитивно: «Я рад, что люди понимают, что это не просто очередная подростковая сексуальная возня. Это фильм с сердцем и душой, и на самом деле это крутая история любви».
Беннетт получил известность после роли Робби Шапиро в ситкоме канала Nickelodeon «Виктория-победительница», в котором он снимался с 2010 по 2013 год, за которую он номинирован на премию Nickelodeon Kids’ Choice Award (Великобритания). Также он сыграл роль любовного увлечения персонажа Арианы Гранде в её музыкальном видеоклипе One Last Time; Беннетт и Гранде дружат со времён совместных съёмок в «Виктории-победительнице».
В 2015 году Беннетт сыграл в фильмах «Я, Эрл и умирающая девушка» и «Стэнфордский тюремный эксперимент», а в 2016 году появился в эпизоде сериала «Трудности ассимиляции».
2 февраля 2016 года Беннетт объявил в Snapchat о своём дебютном студийном альбоме Terminal Cases. Беннетт сообщил, что «это концептуальный альбом о разводе моих родителей, где каждая песня вдохновлена разными фильмами Робина Уильямса». Альбом был выпущен 10 июня 2016 года.

## Фильмография

### Кино и телевидение
| Год       |     | Русское название                  | Оригинальное название                 | Роль                   |
| --------- | --- | --------------------------------- | ------------------------------------- | ---------------------- |
| 2009      | тф  | —                                 | Totally for Teens                     | Джейми                 |
| 2009      | с   | У Майкла и Майкла есть проблемы   | Michael & Michael Have Issues         | интерн Грег            |
| 2009      | кор | —                                 | Text Me                               | Ноа                    |
| 2010      | ф   | Удар по девственности             | The Virginity Hit                     | Мэтт                   |
| 2010—2013 | с   | Виктория-победительница           | Victorious                            | Робби Шапиро           |
| 2011      | ф   | Девичник в Вегасе                 | Bridesmaids                           | пасынок Хелен          |
| 2011      | тф  | —                                 | iParty with Victorious                | Робби Шапиро           |
| 2012      | кор | Гибель и возвращение Супермена    | The Death and Return of Superman      | Коннер Кент / Супербой |
| 2012      | с   | АйКарли                           | iCarly                                | Робби Шапиро           |
| 2014      | с   | Сэм и Кэт                         | Sam & Cat                             | Робби Шапиро           |
| 2015      | ф   | Я, Эрл и умирающая девушка        | Me and Earl and the Dying Girl        | Скотт Мэйхью           |
| 2015      | ф   | Стэнфордский тюремный эксперимент | The Stanford Prison Experiment        | Кайл Паркер            |
| 2015      | кор | Рестлинг не рестлинг              | Wrestling Isn’t Wrestling             | фанат                  |
| 2015      | с   | Бесстыдники                       | Shameless                             | Уайли                  |
| 2015      | ф   | Семейные каникулы с Мэнсонами     | Manson Family Vacation                | Бадди Холли            |
| 2015      | с   | Теория Большого взрыва            | The Big Bang Theory                   | Джош Воловиц           |
| 2015      | ф   | Я, он, она                        | Me Him Her                            | Боунс                  |
| 2015      | с   | —                                 | Everybody Wants to Be Poppy           | Фо                     |
| 2016      | с   | Трудности ассимиляции             | Fresh Off the Boat                    | Кори                   |
| 2017      | с   | —                                 | WWE PPV on WWE Network                | Шон Беннетт            |
| 2018      | ф   | Не волнуйся, он далеко не уйдёт   | Don’t Worry, He Won’t Get Far on Foot | второй редактор        |
| 2018      | с   | Анатомия страсти                  | Grey’s Anatomy                        | Стив                   |
| 2018      | с   | Американский вандал               | American Vandal                       | Гэвин Ландерс          |

### Музыкальные клипы
| Год  | Исполнитель   | Название        |
| ---- | ------------- | --------------- |
| 2015 | Ариана Гранде | «One Last Time» |
| 2015 | Поппи         | «Lowlife»       |
| 2018 | Ариана Гранде | «Thank U, Next» |

## Награды и номинации
| Год  | Награда                | Категория                 | Сериал                    | Результат |
| ---- | ---------------------- | ------------------------- | ------------------------- | --------- |
| 2011 | UK Kids’ Choice Awards | Самый весёлый исполнитель | «Виктория-победительница» | Номинация |